# Từ điển tiếng Anh Oxford
| Ngày xuất bản | Ngày xuất bản | Ngày xuất bản | Ngày xuất bản |
| ------------- | ------------- | ------------- | ------------- |
| 1888          | A             | A New ED      | Vol. 1        |
| 1893          | C             | NED           | Vol. 2        |
| 1897          | D             | NED           | Vol. 3        |
| 1900          | F             | NED           | Vol. 4        |
| 1901          | H             | NED           | Vol. 5        |
| 1908          | L             | NED           | Vol. 6        |
| 1909          | O             | NED           | Vol. 7        |
| 1914          | Q             | NED           | Vol. 8        |
| 1919          | Si            | NED           | Vol. 9/1      |
| 1919          | Su            | NED           | Vol. 9/2      |
| 1926          | Ti            | NED           | Vol. 10/1     |
| 1928          | V             | NED           | Vol. 10/2     |
| 1928          | all           | NED           | 12 vols.      |
| 1933          | & sup.        | Oxford ED     | 13 vols.      |
| 1972          | A             | OED Sup.      | Vol. 1        |
| 1976          | H             | OED Sup.      | Vol. 2        |
| 1982          | O             | OED Sup.      | Vol. 3        |
| 1986          | Sea           | OED Sup.      | Vol. 4        |
| 1989          | all           | OED 2nd Ed.   | 20 vols.      |
| 1993          | all           | OED Add. Ser. | Vols. 1–2     |
| 1997          | all           | OED Add. Ser. | Vol. 3        |

Từ điển tiếng Anh Oxford (tiếng Anh: Oxford English Dictionary, viết tắt: OED) được xuất bản bởi Nhà xuất bản Đại học Oxford là một ấn phẩm được coi là từ điển tiếng Anh đầu tiên. Từ điển này bắt đầu được xây dựng vào năm 1857:103–4,112 nhưng phải đến năm 1884 nó mới được xuất bản lần đầu trong series : A New English Dictionary on Historical Principles; Founded Mainly on the Materials Collected by The Philological Society, khi công việc biên soạn cuốn từ điển vẫn đang tiếp diễn.:169 Vào năm 1895, tựa đề The Oxford English Dictionary (OED) lần đầu tiên được sử dụng một cách không chính thức trên bìa của bộ sách và đến năm 1928 một công trình từ điển đầy đủ đã được tái bản trong mười cuốn sách.